# Тарасовка (Монастырищенский район)
Тарасовка (укр. Тарасівка) — село в Уманском районе Черкасской области Украины.
Население по переписи 2001 года составляло 117 человек. Почтовый индекс — 19110. Телефонный код — 4746.

## Местный совет
19110, Черкасская обл., Монастырищенский р-н, с. Лукашовка, ул. Бастрякова